# Al Ernest Garcia

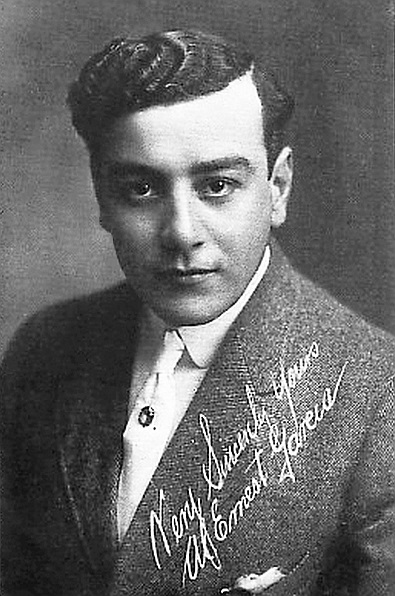
Al Ernst Garcia, 1910

Al Ernest Garcia oder auch Allan Garcia (* 11. März 1887 in San Francisco, Kalifornien; † 4. September 1938 in Los Angeles, Kalifornien) war ein US-amerikanischer Schauspieler, Regisseur und Casting Director.

## Leben und Karriere
Der gebürtige Kalifornier Garcia gab sein Filmdebüt im Jahre 1911, während der Stummfilmzeit. In den folgenden Jahren übernahm er zahlreiche Nebenrollen in Western, unter anderem an der Seite von Leo Carrillo und Warner Baxter. 1917 führte Garcia Regie beim Kurzfilm The Purple Scar, es blieb allerdings seine einzige Regiearbeit. Häufig verkörperte Garcia in seinen Filmen südländische Figuren wie Mexikaner oder Spanier und spielte auch selbst in mehreren mexikanischen Filmen mit. Nach dem Anbruch der Tonfilmzeit Ende der 1920er-Jahre wurden Garcias Rollen zunehmend kleiner.
Al Ernest Garcia arbeitete bis zu seinem Tod als Schauspieler, insgesamt wirkte er an rund 125 Filmen mit.
Heute ist Garcia hauptsächlich durch seine langjährige Zusammenarbeit mit Charlie Chaplin in Erinnerung geblieben. Zwischen 1921 und 1936 bekleidete Garcia Nebenrollen in sechs Filmen von Chaplin, wobei er meistens unnahbare oder gar boshaft wirkende Autoritätsfiguren verkörperte. Seine wohl größte Rolle hatte er als Zirkusdirektor im Film Der Zirkus (1928), der seine Stieftochter brutal misshandelt. Garcia spielte außerdem den snobhaften Butler des betrunkenen Millionärs in Lichter der Großstadt (1931) sowie den Chef des Stahlkonzerns in Moderne Zeiten (1936), der seine Arbeiter erbarmungslos zu Höchstleistungen am Fließband antreibt, während er selbst gelangweilt Puzzle spielt. Bei Der Zirkus, Lichter der Großstadt und Moderne Zeiten war er auch hinter der Kamera für Chaplin als Casting Director tätig.
Im Gegensatz zu seinen Rollen in den Chaplin-Filmen engagierte sich Garcia hinter der Kamera für die Rechte und eine bessere Bezahlung von Nebendarstellern und Statisten, er war unter anderem Vorsitzender und Mitgründer der 1933 ins Leben gerufenen Organisation Motion Picture Extras and Supporting Playes Association. Er verstarb 1938 im Alter von nur 51 Jahren an einem Herzinfarkt, über sein Privatleben gibt es keine weiteren Informationen.

## Filmografie (Auswahl)
- 1911: The Code of Honor
- 1912: Disillusioned
- 1914: Rose of the Rancho
- 1915: After Five
- 1917: The Purple Scar, auch Regie
- 1919: The Trail of the Octopus
- 1921: Die feinen Leute (The Idle Class)
- 1922: Zahltag (Pay Day)
- 1925: Goldrausch (The Gold Rush)
- 1928: Der Zirkus (The Circus), auch Casting Director
- 1929: Morgan’s Last Raid
- 1931: Lichter der Großstadt (City Lights), auch Casting Director
- 1931: The Deceiver
- 1932: South of Santa Fe
- 1932: Reise ohne Wiederkehr (One Way Passage)
- 1936: Moderne Zeiten (Modern Times), auch Casting Director
- 1936: The Gay Desperado
- 1938: Blockade
- 1938: Der Rächer von Old Mexico (In Old Mexico)